# Árpád-kilátó
Az Árpád-kilátó Budapest II. kerületében, a Látó-hegyen épült kilátóépület.

## Leírása
A kilátót 1929-ben építették fel Glück Frigyes kezdeményezésére a fenyvessel betelepített, 376 méter magas Látó-hegy délkeleti kiugrásán. A Friedrich Lóránt tervei nyomán megvalósított építményt szinte kizárólag terméskő, fa és természetes kötőanyagok felhasználásával emelték; lényegében a mai napig ebben a formában áll, bár 2001-ben komolyabb felújításon esett át.  
A kilátó a város belső részei felé nyitott, egyébként fedett, népies stílusú építmény. Az építmény teraszáról félpanorámás kilátás nyílik Budapest szinte teljes területére, a Duna fővárosi szakaszára és a Budai-hegység innen látható hegyeire is.

## Megközelítése
Megközelíthető jelzett turistautakon, például a Glück Frigyes úton, amelyik Hűvösvölgytől a Szépvölgyig tart és az Országos Kéktúra része, illetve a zöld sáv jelzés is erre vezet.

## Képek

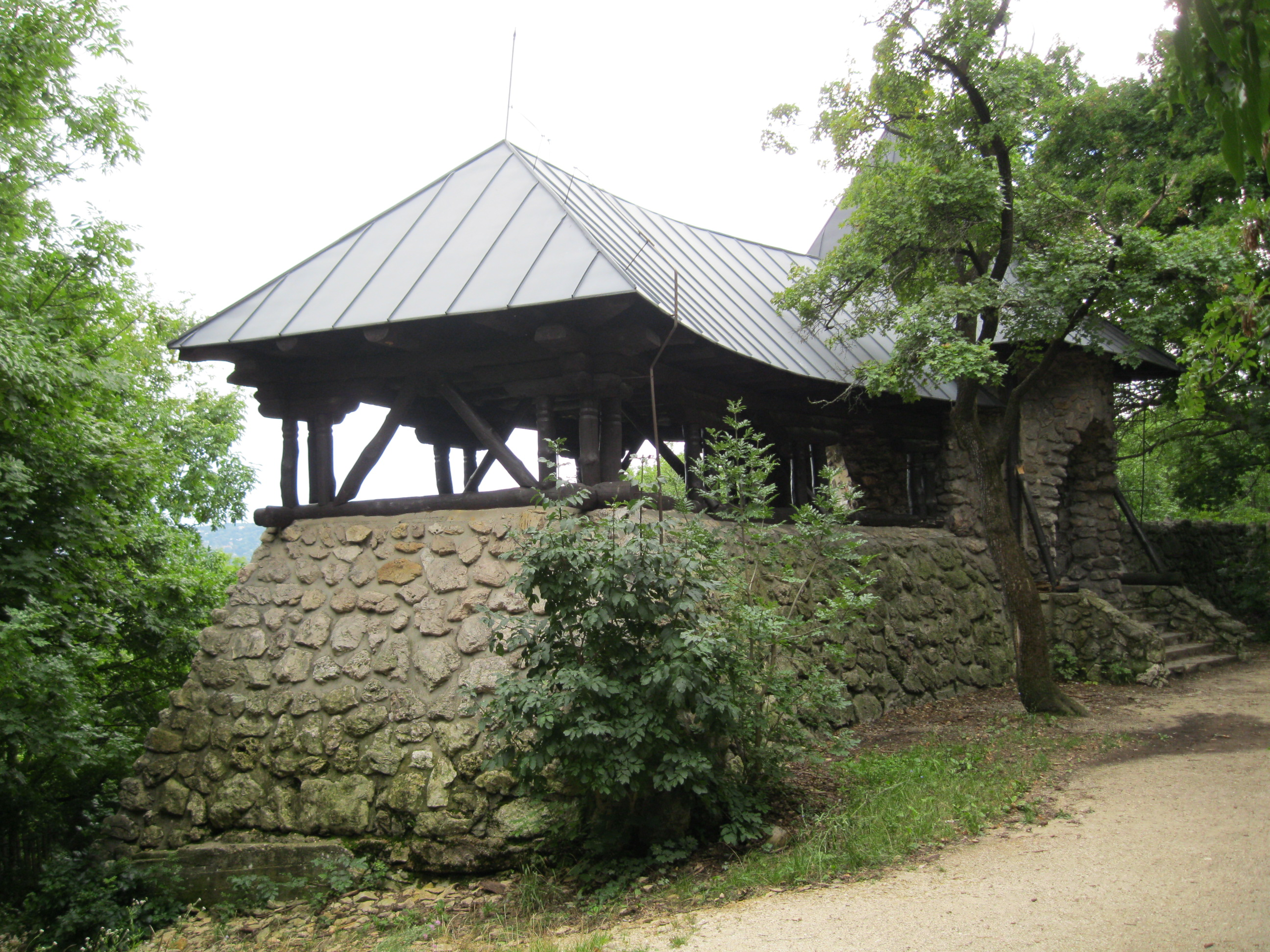
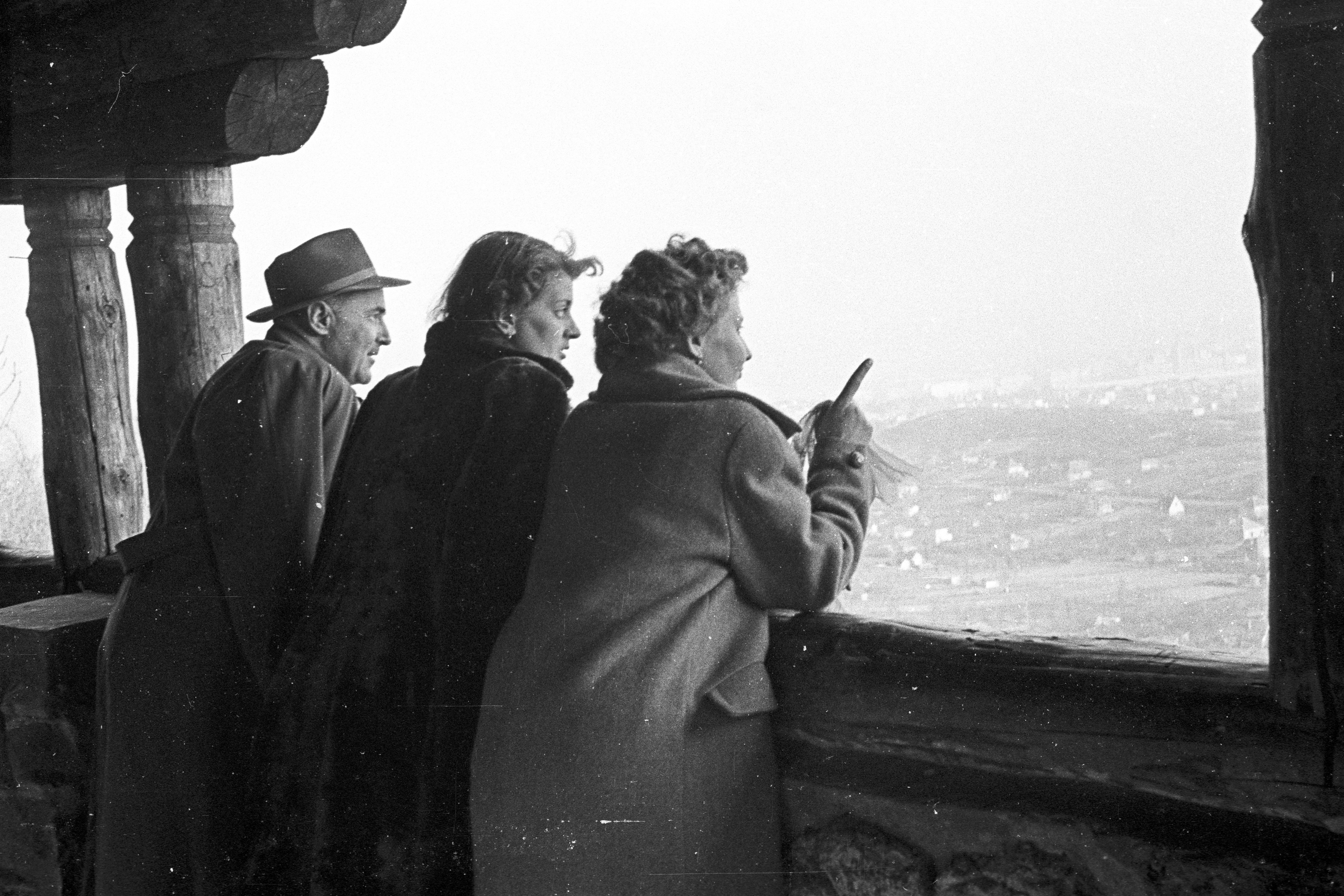
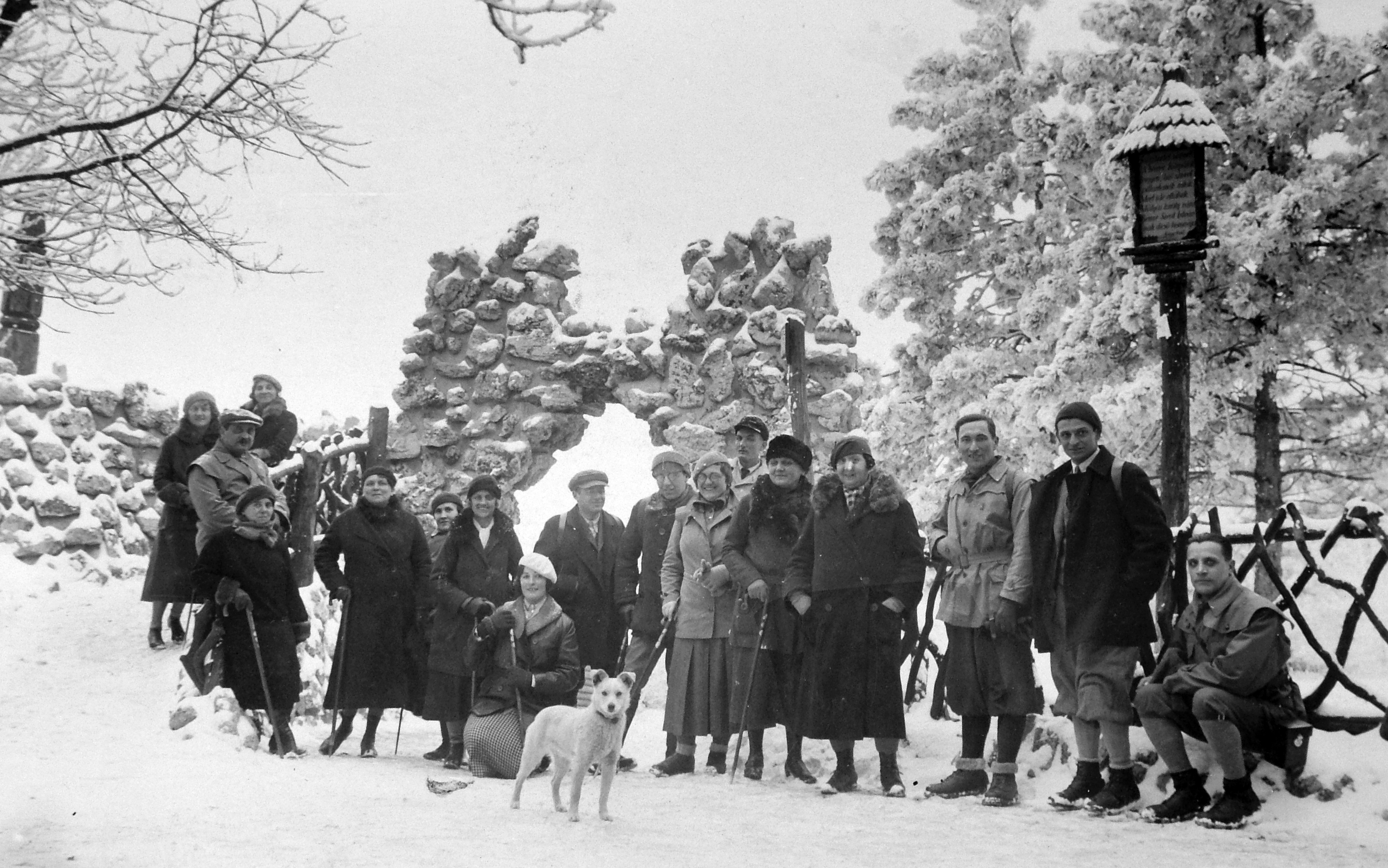